# 少花棘豆
少花棘豆（学名：Oxytropis pauciflora）为豆科棘豆属下的一个种。